# Ossiriand

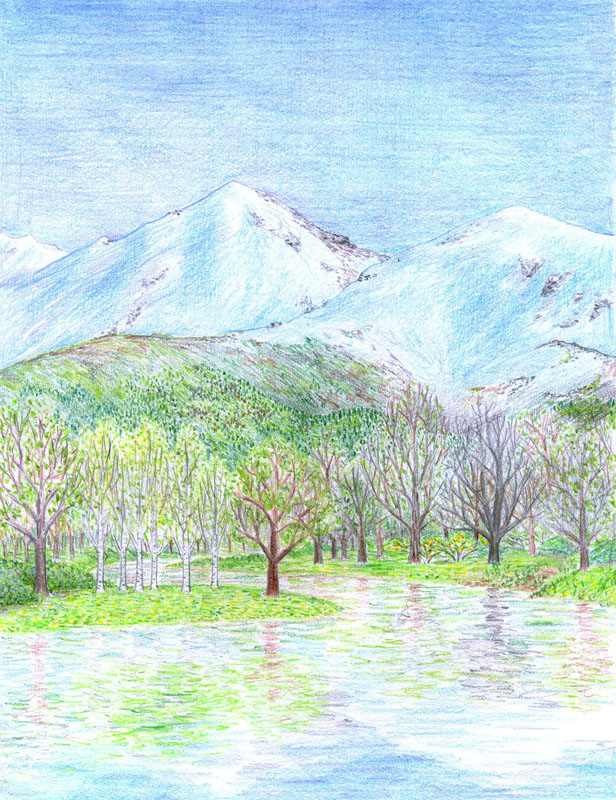
Brilthor, de vierde rivier van Ossiriand.

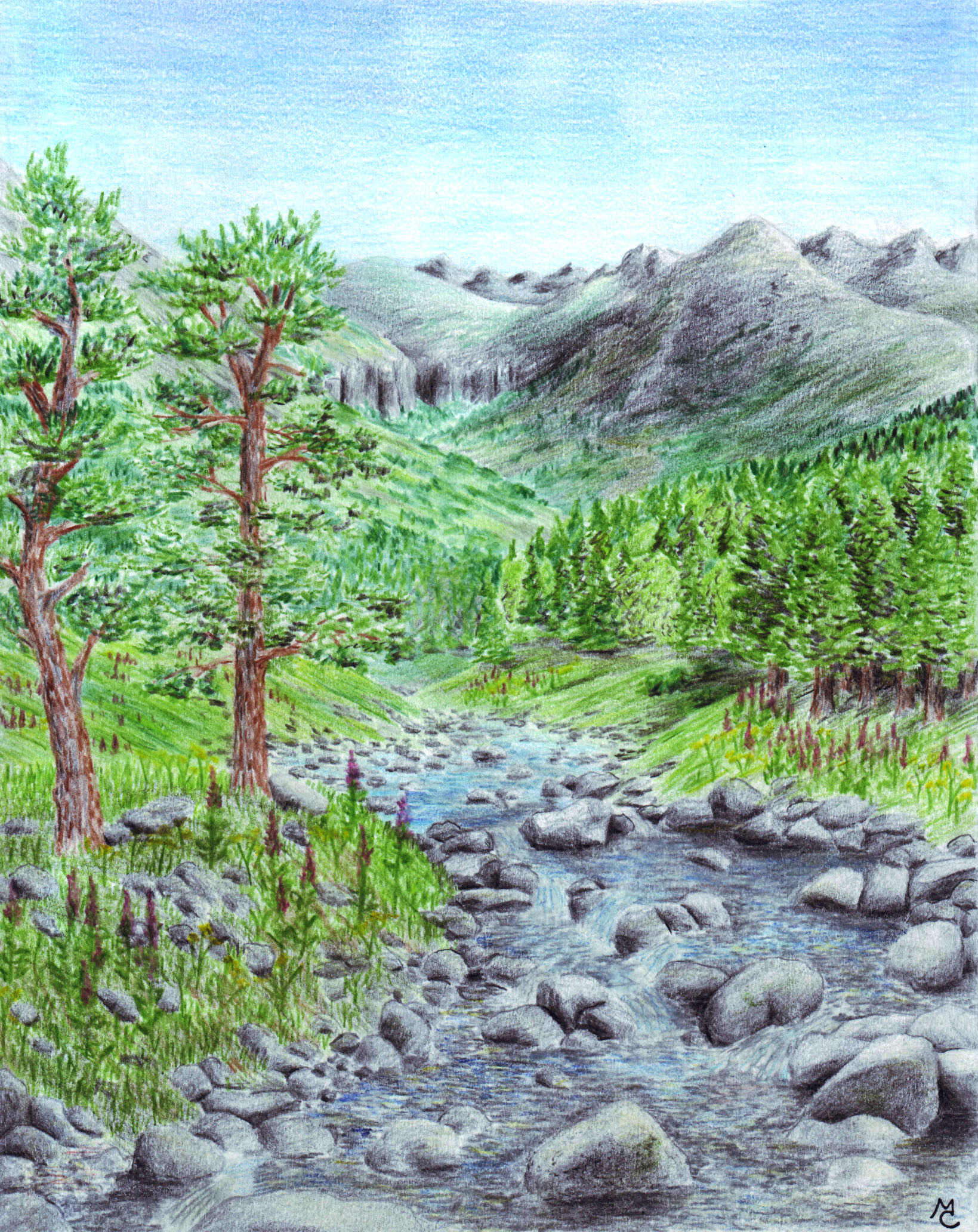
Brilthor, de vijfde rivier van Ossiriand.

Ossiriand (Nederlands: Land van Zeven Rivieren) (Engels: Land of Seven Rivers) is een fictief gebied uit De Silmarillion van J.R.R. Tolkien.

## Geografie
Het gebied was een grotendeels beboste en meest oostelijke streek van Beleriand, als je de Blauwe Bergen, waar de dwergen hun steden Nogrod en Belegost hadden, niet meerekent. In het westen werd het gebied begrensd door de rivier de Gelion, die van noord naar zuid stroomde. De overige rivieren stroomden van oost naar west en mondden in de Gelion uit. Al deze rivieren stonden erom bekend steil van de bergen te vallen en daardoor onstruimige en snelle stromen te zijn. De overige zes rivieren van Ossiriand, van noord naar zuid, zijn:

### Ascar
De Ascar of Rathlóriel is de eerste, meest noordelijke rivier. Ten noorden van de Ascar lag de Dwergenweg, die van Menegroth in Doriath naar Nogrod liep.

### Thalos
De naam Thalos is afgeleid van het Sindarijnse woord voor stortvloed, wat waarschijnlijk een verwijzing is naar de snelle en lange val die het water van deze rivier maakt vanuit de bergen de landen van Beleriand in. Het is vanaf het noorden geteld de tweede rivier die vanuit de Blauwe Bergen naar het westen stroomt en opgaat in de Gelion. Haar oorsprong in de bergen is van belang voor de geschiedenis van Midden-aarde omdat dat de plek is waar de Elf Finrod Felagund als eerste van zijn ras mensen ontmoette. Het waren volgelingen van Bëor die daar kampeerden hij sloot vriendschap met de Edain.

### Legolin
De Legolin is de derde rivier. De naam is Sindarijns voor vrij stromend.

### Brilthor
De Brilthor is de vierde rivier.

### Duilwen
De Duilwen is de vijfde rivier.

### Adurant
De Adurant de zuidelijkste van de rivieren en markeert de zuidgrens van Ossiriand. De naam betekent dubbelstroom, wat een verwijzing is naar de stroomsplitsing die de Adurant om het eiland Tol-Galen, het eiland waar Beren en Lúthien woonden, heen maakt. Nog verder ten zuiden van de Adurant ligt het land Dor Firn-I-Guinar.

## Geschiedenis
De streek werd bevolkt door elfen die niet tot de Sindar maar de Nandor hoorden en Laiquendi of Groene Elfen werden genoemd. De Laiquendi werden geleid door hun koning Denethor, die van de Sindarijnse koning Elu Thingol het gebied had gekregen voor zijn volk. Ossiriand was daardoor het enige deel van Beleriand dat niet tot Thingols rijk werd gerekend voor de komst van de Noldor naar Midden-aarde.
Voor de komst van de Noldor had Melkor een grote aanval op Beleriand ingezet: Eerste Slag van Beleriand, waarin de elfen onder Denethor meevochten aan de kant van de Sindar. Omdat de Laiquendi veel slechter gewapend waren dan de Sindar leden zij grote verliezen en ook koning Denethor sneuvelde in de strijd. De Laiquendi trokken zich terug en vochten tot de Oorlog van Gramschap niet meer in de strijd tegen Melkor.
Het land werd ook Lindon genoemd, omdat de Teleri ook de zangers werden genoemd. Nadat bij de Oorlog van Gramschap het grootste deel van Beleriand werd vernietigd bleef een groot deel van Ossiriand boven de golven. Dit gebied, samen met een deel van het noordelijker gelegen Thargelion, nu het oostelijkste van Eriador werd ook Lindon genoemd. In dit gebied regeerden Gil-galad, de laatste Hoge Koning van de Noldor en later Círdan, de scheepsbouwer.
De Ent Boombaard zou zich in In de Ban van de Ring herinneren dat hij vroeger liep door de iepenbossen van Ossiriand. En ook hij herinnerde zich nog het gezang van de Groene Elfen in dat gebied.